# محوطه منجیقلی
محوطه منجیقلی مربوط به سده‌های میانه دوران‌های تاریخی پس از اسلام است و در شهرستان ماهنشان، بخش انگوران، دهستان قلعه جوق، ۵۰۰ متری جنوب غربی روستای گاوگل واقع شده و این اثر در تاریخ ۱۸ اسفند ۱۳۸۷ با شمارهٔ ثبت ۲۵۳۱۶ به‌عنوان یکی از آثار ملی ایران به ثبت رسیده است.